# Saison 1 de Notre belle famille
Cet article présente la saison 1 de la série télévisée américaine Notre belle famille.

## Distribution[1]
- Patrick Duffy (Frank Lambert)
- Suzanne Somers (Carol Foster Lambert)
- Staci Keanan (Dana Foster)
- Brandon Call (John Thomas Lambert)
- Sasha Mitchell (Cody Lambert)
- Angela Watson (Karen Foster)
- Christine Lakin (Alicia Lambert)
- Christopher Castile (Mark Foster)
- Josh Byrne (Brendan Lambert)
- Patrika Darbo (Penny Baker)
- Peggy Rea (Ivy Baker)

## Épisodes
La saison comporte 22 épisodes.
1. La Surprise de l'année
2. Le Bal
3. Règlement intérieur
4. Anniversaire de mariage
5. Entreprises familiales
6. Le Jeu de cette famille
7. Le mariage n'est pas une plaisanterie
8.  Oh, douce nuit…
9.  Vive le camping
10.  Méfiez-vous des répondeurs
11. Jour de trêve
12. Carol achète une voiture neuve
13. Le Sens de l'organisation
14. La Lune de miel
15.  Le Permis de conduire
16. Mark est un vrai dur
17. La Famille du rock’n’roll
18. Carol retourne à l'école
19. Le Trianon Club
20. Papa se marie
21. La Leçon d'aviation
22. Concours de beauté